# Draize
Draize é uma comuna francesa na região administrativa de Grande Leste, no departamento Ardenas. Estende-se por uma área de 6,88 km². Em 2010 a comuna tinha 101 habitantes (densidade: 14,7 hab./km²).